# Alex Christian
Alex Junior Christian (Port-au-Prince, 5 dicembre 1993) è un calciatore haitiano, difensore del West Armenia e della nazionale haitiana.

## Carriera

### Club
Ha giocato nella prima divisione haitiana, in quella armena ed in quella kazaka, oltre che nella seconda divisione portoghese.

### Nazionale
Viene convocato per la Copa América Centenario negli Stati Uniti. In seguito partecipa a due edizioni della CONCACAF Gold Cup, nel 2019 e nel 2021.

## Statistiche

### Cronologia presenze e reti in nazionale
| Cronologia completa delle presenze e delle reti in nazionale ― Haiti | Cronologia completa delle presenze e delle reti in nazionale ― Haiti | Cronologia completa delle presenze e delle reti in nazionale ― Haiti | Cronologia completa delle presenze e delle reti in nazionale ― Haiti | Cronologia completa delle presenze e delle reti in nazionale ― Haiti | Cronologia completa delle presenze e delle reti in nazionale ― Haiti | Cronologia completa delle presenze e delle reti in nazionale ― Haiti | Cronologia completa delle presenze e delle reti in nazionale ― Haiti |
| Data                                                                 | Città                                                                | In casa                                                              | Risultato                                                            | Ospiti                                                               | Competizione                                                         | Reti                                                                 | Note                                                                 |
| -------------------------------------------------------------------- | -------------------------------------------------------------------- | -------------------------------------------------------------------- | -------------------------------------------------------------------- | -------------------------------------------------------------------- | -------------------------------------------------------------------- | -------------------------------------------------------------------- | -------------------------------------------------------------------- |
| 27-3-2015                                                            | Changsha                                                             | Cina                                                                 | 2 – 2                                                                | Haiti                                                                | Amichevole                                                           | -                                                                    | 85’                                                                  |
| 9-9-2015                                                             | Port-au-Prince                                                       | Haiti                                                                | 3 – 0                                                                | Grenada                                                              | Qual. Mondiali 2018                                                  | -                                                                    | 70’                                                                  |
| 10-10-2015                                                           | Houston                                                              | El Salvador                                                          | 1 – 3                                                                | Haiti                                                                | Amichevole                                                           | -                                                                    |                                                                      |
| 8-1-2016                                                             | Panama                                                               | Trinidad e Tobago                                                    | 0 – 1                                                                | Haiti                                                                | Coppa America 2016 - Play-off CONCACAF                               | -                                                                    |                                                                      |
| 9-11-2016                                                            | Port-au-Prince                                                       | Haiti                                                                | 2 – 5                                                                | Guyana francese                                                      | Qualificazioni alla Coppa dei Caraibi 2017                           | -                                                                    | 66’                                                                  |
| 13-11-2016                                                           | Basseterre                                                           | Saint Kitts e Nevis                                                  | 0 – 2 dts                                                            | Haiti                                                                | Qualificazioni alla Coppa dei Caraibi 2017                           | -                                                                    |                                                                      |
| 7-1-2017                                                             | Couva                                                                | Suriname                                                             | 2 – 4                                                                | Haiti                                                                | Qualificazioni alla Coppa dei Caraibi 2017                           | -                                                                    |                                                                      |
| 8-1-2017                                                             | Couva                                                                | Haiti                                                                | 4 – 3 dts                                                            | Trinidad e Tobago                                                    | Qualificazioni alla Coppa dei Caraibi 2017                           | -                                                                    |                                                                      |
| 25-3-2017                                                            | Port-au-Prince                                                       | Haiti                                                                | 3 – 1                                                                | Nicaragua                                                            | Qual. Gold Cup 2017                                                  | -                                                                    |                                                                      |
| 28-3-2017                                                            | Managua                                                              | Nicaragua                                                            | 3 – 0                                                                | Haiti                                                                | Qual. Gold Cup 2017                                                  | -                                                                    |                                                                      |
| 10-10-2017                                                           | Yokohama                                                             | Giappone                                                             | 3 – 3                                                                | Haiti                                                                | Amichevole                                                           | -                                                                    |                                                                      |
| 30-5-2018                                                            | Buenos Aires                                                         | Argentina                                                            | 4 – 0                                                                | Haiti                                                                | Amichevole                                                           | -                                                                    |                                                                      |
| 16-10-2018                                                           | Fort-de-France                                                       | Saint Lucia                                                          | 1 – 2                                                                | Haiti                                                                | Qual. CONCACAF Nations League 2019-2020                              | -                                                                    |                                                                      |
| 17-11-2018                                                           | Managua                                                              | Nicaragua                                                            | 0 – 2                                                                | Haiti                                                                | Qual. CONCACAF Nations League 2019-2020                              | -                                                                    | 23’                                                                  |
| 21-11-2018                                                           | El Salvador                                                          | El Salvador                                                          | 1 – 0                                                                | Haiti                                                                | Amichevole                                                           | -                                                                    | 87’                                                                  |
| 24-3-2019                                                            | Port-au-Prince                                                       | Haiti                                                                | 2 – 1                                                                | Cuba                                                                 | Qual. CONCACAF Nations League 2019-2020                              | -                                                                    |                                                                      |
| 2-6-2019                                                             | Washington                                                           | Haiti                                                                | 0 – 1                                                                | El Salvador                                                          | Amichevole                                                           | -                                                                    | 45’                                                                  |
| 6-6-2019                                                             | La Serena                                                            | Cile                                                                 | 2 – 1                                                                | Haiti                                                                | Amichevole                                                           | -                                                                    | 60’                                                                  |
| 21-06-2019                                                           | Frisco                                                               | Nicaragua                                                            | 0 – 2                                                                | Haiti                                                                | Gold Cup 2019 - 1º turno                                             | -                                                                    | 81’                                                                  |
| 25-06-2019                                                           | Harrison                                                             | Haiti                                                                | 2 – 1                                                                | Costa Rica                                                           | Gold Cup 2019 - 1º turno                                             | -                                                                    |                                                                      |
| 29-6-2019                                                            | Houston                                                              | Haiti                                                                | 3 – 2                                                                | Canada                                                               | Gold Cup 2019 - Quarti di finale                                     | -                                                                    |                                                                      |
| 2-7-2019                                                             | Phoenix                                                              | Haiti                                                                | 0 – 1 dts                                                            | Messico                                                              | Gold Cup 2019 - Semifinale                                           | -                                                                    |                                                                      |
| 8-9-2019                                                             | Willemstad                                                           | Curaçao                                                              | 1 – 0                                                                | Haiti                                                                | CONCACAF Nations League 2019-2020 - 2º turno                         | -                                                                    |                                                                      |
| 11-9-2019                                                            | Port-au-Prince                                                       | Haiti                                                                | 1 – 1                                                                | Curaçao                                                              | CONCACAF Nations League 2019-2020 - 2º turno                         | -                                                                    |                                                                      |
| 10-10-2019                                                           | Nassau                                                               | Haiti                                                                | 1 – 1                                                                | Costa Rica                                                           | CONCACAF Nations League 2019-2020 - 2º turno                         | -                                                                    | 76’                                                                  |
| 15-10-2019                                                           | Santa Cruz                                                           | Bolivia                                                              | 3 – 1                                                                | Haiti                                                                | Amichevole                                                           | -                                                                    |                                                                      |
| 18-11-2019                                                           | San José                                                             | Costa Rica                                                           | 1 – 1                                                                | Haiti                                                                | CONCACAF Nations League 2019-2020 - 2º turno                         | -                                                                    | 81’                                                                  |
| 5-6-2021                                                             | Providenciales                                                       | Turks e Caicos                                                       | 0 – 10                                                               | Haiti                                                                | Qual. Mondiali 2022                                                  | -                                                                    | 65’                                                                  |
| 8-6-2021                                                             | Port-au-Prince                                                       | Haiti                                                                | 1 – 0                                                                | Nicaragua                                                            | Qual. Mondiali 2022                                                  | -                                                                    |                                                                      |
| 12-6-2021                                                            | Port-au-Prince                                                       | Haiti                                                                | 0 – 1                                                                | Canada                                                               | Qual. Mondiali 2022                                                  | -                                                                    |                                                                      |
| 2-7-2021                                                             | Fort Lauderdale                                                      | Haiti                                                                | 6 – 1                                                                | Saint Vincent e Grenadine                                            | Qual. Gold Cup 2021                                                  | -                                                                    | 66’                                                                  |
| 12-7-2021                                                            | Kansas City                                                          | Stati Uniti                                                          | 1 – 0                                                                | Haiti                                                                | Gold Cup 2021 - 1º turno                                             | -                                                                    | 80’                                                                  |
| 16-7-2021                                                            | Kansas City                                                          | Haiti                                                                | 1 – 4                                                                | Canada                                                               | Gold Cup 2021 - 1º turno                                             | -                                                                    |                                                                      |
| 18-7-2021                                                            | Frisco                                                               | Martinica                                                            | 1 – 2                                                                | Haiti                                                                | Gold Cup 2021 - 1º turno                                             | -                                                                    |                                                                      |
| 27-3-2022                                                            | Fort Lauderdale                                                      | Guatemala                                                            | 2 – 1                                                                | Haiti                                                                | Amichevole                                                           | -                                                                    |                                                                      |
| 4-6-2022                                                             | Hamilton                                                             | Bermuda                                                              | 0 – 0                                                                | Haiti                                                                | CONCACAF Nations League 2022-2023 - 1º turno                         | -                                                                    |                                                                      |
| 7-6-2022                                                             | Santo Domingo                                                        | Haiti                                                                | 3 – 2                                                                | Montserrat                                                           | CONCACAF Nations League 2022-2023 - 1º turno                         | -                                                                    |                                                                      |
| 11-6-2022                                                            | Georgetown                                                           | Guyana                                                               | 2 – 6                                                                | Haiti                                                                | CONCACAF Nations League 2022-2023 - 1º turno                         | -                                                                    |                                                                      |
| 15-6-2022                                                            | Santo Domingo                                                        | Haiti                                                                | 6 – 0                                                                | Guyana                                                               | CONCACAF Nations League 2022-2023 - 1º turno                         | 1                                                                    |                                                                      |
| 25-3-2023                                                            | Lookout                                                              | Montserrat                                                           | 0 – 4                                                                | Haiti                                                                | CONCACAF Nations League 2022-2023 - 1º turno                         | -                                                                    | 71’                                                                  |
| 29-3-2023                                                            | San Cristóbal                                                        | Haiti                                                                | 3 – 1                                                                | Bermuda                                                              | CONCACAF Nations League 2022-2023 - 1º turno                         | -                                                                    |                                                                      |
| 25-6-2023                                                            | Houston                                                              | Haiti                                                                | 2 – 1                                                                | Qatar                                                                | Gold Cup 2023 - 1º turno                                             | -                                                                    | 89’                                                                  |
| 29-6-2023                                                            | Glendale                                                             | Haiti                                                                | 1 – 3                                                                | Messico                                                              | Gold Cup 2023 - 1º turno                                             | -                                                                    |                                                                      |
| 3-7-2023                                                             | Charlotte                                                            | Honduras                                                             | 2 – 1                                                                | Haiti                                                                | Gold Cup 2023 - 1º turno                                             | -                                                                    | 83’                                                                  |
| 8-9-2023                                                             | Santo Domingo                                                        | Haiti                                                                | 0 – 0                                                                | Cuba                                                                 | CONCACAF Nations League 2023-2024 - 1º turno                         | -                                                                    |                                                                      |
| 13-9-2023                                                            | Kingston                                                             | Giamaica                                                             | 2 – 2                                                                | Haiti                                                                | CONCACAF Nations League 2023-2024 - 1º Turno                         | -                                                                    |                                                                      |
| 12-10-2023                                                           | Paramaribo                                                           | Suriname                                                             | 1 – 1                                                                | Haiti                                                                | CONCACAF Nations League 2023-2024 - 1º turno                         | -                                                                    | 86’                                                                  |
| 15-10-2023                                                           | Port of Spain                                                        | Haiti                                                                | 2 – 3                                                                | Giamaica                                                             | CONCACAF Nations League 2023-2024 - 1º turno                         | -                                                                    |                                                                      |
| Totale                                                               |                                                                      | Presenze                                                             | 49                                                                   |                                                                      | Reti                                                                 | 1                                                                    |                                                                      |

## Palmarès

### Club

#### Competizioni nazionali
- Coppa d'Armenia: 1

Ganjasar: 2017-2018
- Campionato armeno: 2

Ararat-Armenia: 2018-2019, 2019-2020
- Supercoppa d'Armenia: 1

Ararat-Armenia: 2019